# Радивоје Крсмановић
Радивоје Крсмановић (Фоча, 1945 — Српско Сарајево, 2022), српски је професор и први декан Факултета физичке културе у Српском Сарајеву.

## Биографија
Радивоје Крсмановић рођен је 1945. године у Фочи. Учитељску школу завршио је у Фочи 1965. године. Факултет за физичку културу завршио је у Сарајеву 1971. године. Пост-дипломске студије завршио у Загребу 1978. године и стекао научни степен магистра конезиолошких наука. Докторску дисертацију одбранио је у Сарајеву на Факултету за Физичку културу 1985. године.
У трећој години студија изабран је за демонстратора на предмет Општа физичка припрема. За асистента на предмет Општа физичка припрема изабран је 1971. године код професора Подкубовшек Славка.
За доцента изабран је 1985. године на предмет Основи психомоторике. У звање вандредног професора изабран је на Факултету за физичку културу у Сарајеву на предмет Основи психомоторике 1989. године. Тешко је рањен 1992. године. Упућен је на операцију у Сремску Каменицу. Након успјешног лијечења засновао је стални радни однос на Факултету Физичке културе у Новом Саду. Изабран је на предмет Активности у природи, Смучање и Логоровање у звању вандредног професора 1993. године. Помогао је својим студентима који су из Сарајева прелазили на факултете у Новом Саду, Београду, Нишу и Приштини. испитивао је студенте, био је ментор за дипломске радове.
Ангажован је у допунски радни однос на Факултету за физичку културу у Приштини на предмет Смучање 1994. године. Наставу и испите обављао је до 1999. године. Крсмановић није прекидао рад са Факултетом на коме је израстао од демонстратора до вандредног професора.
Измјештањем Факултета физичке културе у Српско Сарајево и почетак његовог рада 1995. године, аутор је наставник на предметима Основи психомоторике и Смучање.
Изабран је за првог декана Факултета физичке културе Српско Сарајево 1998. године.
Изабран је у звање редовног професора на Факултету физиче културе Универзитета у Српском Сарајеву 1998. године на предмете Зимски спортови и Теорија спортског тренинга.
Крсмановић је објавио преко 130 научних и стручних радова. Наступао је са радовима на три Југословенска Конгреса физичке културе и 36 научних скупова, симпозијума у земљи и иностранству. Научни радови су експерименталног карактера. Аутор се бави проблемима функционалних способности кардиоваскуларног система, моторичким способностима и антропометријским карактеристикама, тражећи међусобну повезаност, утицај и повећање након тренажног рада.
Објавио је уџбеник "Смучање" на Факултету физичке културе у Новом Саду 1997. године.
Написао је скрипта "Основи психомоторике" на Факултету за физичку културу у Сарајеву 1987. године. Предао је књигу за штампање "Дијагностицирање моторичких и функционалних способности са држањем тијела" издавачкој кући "Веселин Маслеша" 1991. године у Сарајеву.
Активно се бавио рукометом. Био је тренер за физичку припрему смучара у Смучарском клубу Сарајево 1983. године. Учествовао је у организацији Европа Купа Јахорине за младе смучаре. Био је члан организације четрнаестих Зимских Олимпијских игара у Сарајеву 1984. године.
Преминуо је 31. октобра 2022. године.